# گمینا وولین
گمینا وولین (به لهستانی:  Gmina Wolin) یک گمینا در لهستان است که در شهرستان کامینگ واقع شده‌است. گمینا وولین ۳۲۷٫۴۱ کیلومتر مربع مساحت و ۱۲٬۳۵۱ نفر جمعیت دارد.